# 헤수스 메리노
헤수스 메리노(스페인어: Jesus Merino, 1965년 ~ )는 스페인의 만화가이다. 선화를 주로 그렸으며 대개 카를로스 파체코와 이인조로 작업하는 편이다.